# نودل جگر

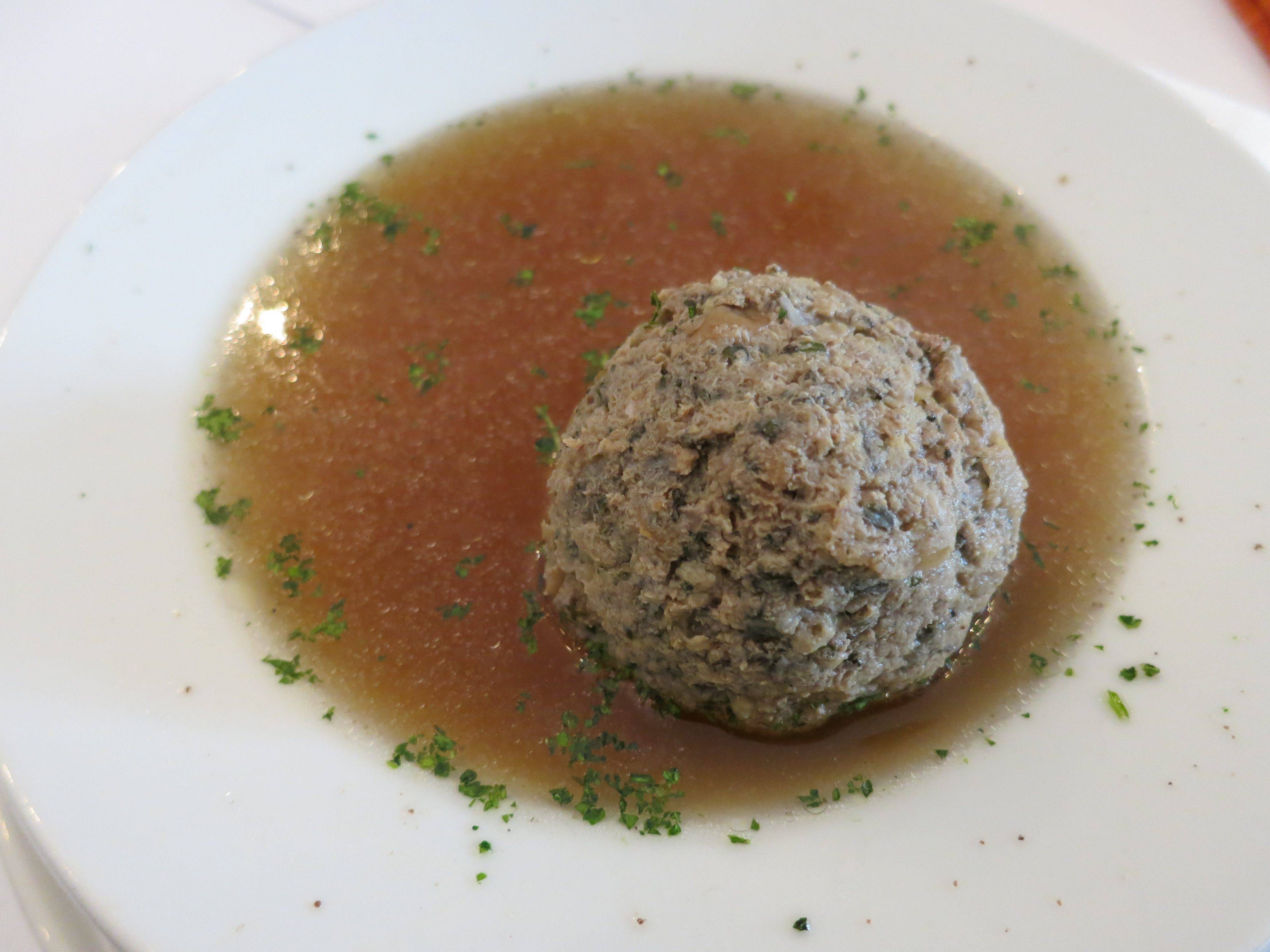
کنودل جگر (سوپ کوفته جگر)

کنودلِ (کوفته)  جگر غذای سنتّی کشور آلمان، اتریش و چک است.
معمولاً ماده کنودل از جگر گاو درست شده‌است، اما در ناحیه پالاتن کشور آلمان به جایِ جگر گاو از گوشت خوک استفاده می‌شود. گوشت چرخ می‌شود و با نان، تخم مرغ، جعفری و ادویه‌های متنوّع و معمولاً جوزهندی یا مرزنگوش مخلوط می‌شود. در کشور اتریش، معمولاً طحال و جگر با نسبتِ ۱ به ۳ مخلوط می‌شود.
با استفاده از دو قاشق غذاخوری، خمیر را به شکل کوفته یا  دامپلینگ درآورده و با گوشت گاو یا گوشت گاو مخلوط با پیه خوک سرخ کنید.
دامپلینگ (کوفته)  هایِ جوشانده را بابت قوام کمترشان باید فوری پس از آماده شدن میل کرد، البته نوع سرخ شده آن به خاطر لایه سفتی که ناشی از سرخ کردن است، چندان در معرضِ وارفتن نیست.
در منطقه پالاتنِ آلمان، کنودلِ جگر معمولاً با کلم ترش و پوره سیب زمینی سرو می‌شود. در ایالت بایرن و کشور اتریش، غالباً این مواد افزودنی در سوپ به عنوان سوپِ کنودلِ جگر (سوپ دامپلینگ جگر) سرو می‌شود.